# Піттсбург (Нью-Гемпшир)
Піттсбург (англ. Pittsburg) — місто (англ. town) в США, в окрузі Коос штату Нью-Гемпшир. Населення — 800 осіб (2020).

## Демографія
Згідно з переписом 2010 року, у місті мешкало 869 осіб у 414 домогосподарствах у складі 267 родин. Було 1748 помешкань
Расовий склад населення:
| - 98,6 % — білих - 0,1 % — азіатів |

До двох чи більше рас належало 1,2 %. Частка іспаномовних становила 0,6 % від усіх жителів.
За віковим діапазоном населення розподілялося таким чином: 15,5 % — особи молодші 18 років, 56,5 % — особи у віці 18—64 років, 28,0 % — особи у віці 65 років та старші. Медіана віку мешканця становила 55,0 року. На 100 осіб жіночої статі у місті припадало 105,9 чоловіків;  на 100 жінок у віці від 18 років та старших — 107,3 чоловіків також старших 18 років.
Середній дохід на одне домашнє господарство  становив 52 321 долар США (медіана — 43 462), а середній дохід на одну сім'ю — 68 481 долар (медіана — 57 813). Медіана доходів становила 36 406 доларів для чоловіків та 33 472 долари для жінок. За межею бідності перебувало 7,2 % осіб, у тому числі 10,5 % дітей у віці до 18 років та 9,0 % осіб у віці 65 років та старших.
Цивільне працевлаштоване населення становило 398 осіб. Основні галузі зайнятості: освіта, охорона здоров'я та соціальна допомога — 21,6 %, мистецтво, розваги та відпочинок — 19,8 %, роздрібна торгівля — 17,3 %.